# Anarmodia obliqualis
Anarmodia obliqualis là một loài bướm đêm trong họ Crambidae.